# Laguna de Santiaguillo
El 2 de febrero de 2012 se designó al humedal continental Laguna de Santiaguillo como Sitio Ramsar 2046. Posee una superficie de 24,016 ha y se localiza entre los 24°36′ y 25°11′ de latitud Norte y los 104°36′ y 105°20′ de longitud Oeste en el estado de Durango.
La Laguna de Santiaguillo es el sitio de mayor relevancia, en el Estado, para las aves acuáticas que ahí invernan por localizarse dentro de una de las rutas de aves migratorias más importante, que es la Neártica-Neotropical de América, sobre todo para aquellas aves que anidan en Alaska y Canadá. La Laguna cuenta con una gran diversidad de especies, y es considerada uno de los 30 humedales más importantes de Norteamérica según North American Wetlands Conservation Council.

## Datos generales
La Laguna de Santiaguillo está ubicada dentro de la cuenca endorreica Santiaguillo. Se localiza en el centro del estado de Durango, México, a unos 80 km al norte de la Capital de Durango, en las inmediaciones de la Población de Nuevo Ideal, municipio del mismo nombre, y también dentro del municipio de Canatlán; puede considerarse única y representativa de la Región de los Valles de Durango, teniendo en cuenta el papel que juega en el sistema hidrológico y en la regulación del clima de esta área semidesértica, constituyéndose en uno de los pocos recursos hídricos de esta zona que consiste predominantemente en zonas áridas y semiáridas, donde por factores climáticos y de relieve se tiene de manera permanente un problema de baja o reducida disponibilidad de agua debido a la escasa precipitación.
Con base en la clasificación de climas propuesto por García (1998), en la Laguna de Santiaguillo se presenta un tipo clima semiárido y templado con temperatura media anual entre 12 °C y 18 °C, lluvias de verano y porcentaje de lluvias de invierno del 5% del total anual. La temperatura media mensual es de 17 °C, siendo los meses más calurosos de abril a septiembre, y los más fríos de noviembre a marzo. La temperatura máxima registrada fue de 40 °C en mayo de 1989 y en junio de 1993 y la mínima temperatura que se presentó fue –10 °C en diciembre de 1997.
La Laguna de Santiaguillo está formada por dos grandes vasos denominados superior e inferior. El Vaso superior es de carácter permanente y varios arroyos desembocan en él. Los arroyos que más aportan agua son los ubicados en la región norte. En el vaso inferior de la Laguna, la presencia de agua es temporal y se inunda solo en años en que las lluvias son abundantes. La Cuenca Santiaguillo, posee una red hidrográfica de 4,252 km de corrientes de agua.
Entre los ejidos aledaños a la Laguna se encuentran: Miguel Negrete, Dr. Castillo Valle, San Miguel de Allende, San José de Morillitos, Melchor Ocampo, Fuente del Llano, La Escondida,  Libertadores del Llano, Guatimapé, Guillermo Prieto, Chapala, J. Cruz Gálvez, Los Lirios, Miguel Hidalgo, Arnulfo R. Gómez y La Soledad. La superficie ejidal que abarca los cuerpos de agua se calculó en 15,181.21 ha, es decir el 60% de la extensión del cuerpo de agua pertenece a este régimen de propiedad. Siendo los principales el Ejido Arnulfo R. Gómez y Los Lirios.

## Características biológicas
Vegetación acuática y semiacuática
Este tipo de vegetación en términos de conservación es la más frágil y vulnerable. En la Laguna de Santiaguillo, puede considerarse como uno de los tipos de vegetación de menor
diversidad y que a futuro podría reducirse de manera alarmante, por la disminución o ausencia del agua.
En el vaso inferior se ubica la vegetación riparia, vegetación acuática y semiacuática, así como la vegetación halófila, que son las comunidades vegetales más frágiles y susceptibles al deterioro.
Por su talla y porte arbustivo destacan a la orilla de bordos, acequias y arroyos las siguientes especies Typha latifolia, Scirpus californicus y Aster spinosus, las cuales aunque no son muy abundantes forman colonias densas y conspicuas; de las acuáticas sumergidas y flotantes se registran Potamogeton nodosus, Nymphoides fallax y Marsilea sp.; en sitios propensos a inundaciones y con drenaje deficiente son comunes algunas especies de los géneros Eleocharis, Carex, Cyperus, Echinochloa, Sporobolus, Allium, Mimulus, Eryngium, entre otras.
En zonas de agua corriente son comunes Mimulus cardinalis, Lobelia laxiflora, Begonia gracilis, Ranunculus trichophyllus, Polygonum sp., y Juncus spp.
Fauna
El grupo de las aves es el mejor representado en la Laguna de Santiaguillo, este grupo de vertebrados está presente con 200 especies de aves. En cuanto a la normatividad internacional de la UICN, 195 especies están bajo preocupación menor, una especie con categoría vulnerable, dos en casi amenazado y dos no están consideradas.
En el caso de los anfibios y reptiles se registran 26 especies entre ambos grupos. De acuerdo con la NOM-059-SEMARNAT-2010, 10 especies están en alguna categoría
de riesgo.
El grupo de mamíferos tiene una representación de 44 especies. De estas, se registran cuatro con algún estatus de acuerdo a la NOM-059-SEMARNAT-2010.

## Características Sociales
Durante el gobierno del Presidente de la República, Gral. Lázaro Cárdenas, se expropió la tierra de las antiguas haciendas, convirtiéndolas en ejidos. En 1921 destaca la llegada
de Canadá de un grupo de colonos Menonitas que se asentaron en las inmediaciones de la Laguna de Santiaguillo, promovido por el gobierno federal, impulsando el desarrollo
económico regional.
En los alrededores de la zona norte y noroeste del vaso superior de la Laguna se ubican varias colonias Menonitas los cuales hacen uso de la ribera de la Laguna con fines recreativos, de caza de aves y de pastoreo. Los habitantes del poblado Fuente del Llano, al igual que los Menonitas, hacen uso de la ribera del vaso superior de la Laguna con fines recreativos y pesca.
Las condiciones de mayor rezago económico, social y demográfico se manifiestan en las localidades rurales de la Cuenca Santiaguillo, donde se concentra más del 72% de la población, distribuidas principalmente al Norte y zonas aledañas a los márgenes de la Laguna de Santiaguillo. Para estas localidades la Laguna representa una serie de beneficios económicos y escénicos, siendo determinante en la estructura de oportunidades de la población, la cual ha hecho uso de los recursos naturales durante muchos años. En la Laguna se ha ejercido un uso desordenado de los recursos naturales, la capacidad de soporte del subsistema natural evidencia una decadencia de la productividad de los suelos, producto de las actividades ganaderas, agrícolas y forestales en la Cuenca.

## Programa de Manejo
En el año 2021, se publica en el Periódico Oficial del Gobierno del Estado de Durango la Actualización del Programa de Manejo de la Laguna Santiaguillo, que constituye un instrumento de planeación y regulación de los recursos naturales presentes, los usos actuales y potenciales, además de las necesidades de conservación y manejo del humedal. El objetivo de dicho Programa es constituir el instrumento rector de planeación y regulación que establece las actividades, las acciones y los lineamientos para el manejo y la administración del Sitio Ramsar 2046 Laguna Santiaguillo.
El objetivo general para el Sitio RAMSAR es: "Preservar, conservar y rehabilitar la Laguna de Santiaguillo, sus recursos naturales y biodiversidad. Inducir y orientar un aprovechamiento ordenado de los mismos, que permita su permanencia para las generaciones futuras y con ello se logre un desarrollo económico y social para los habitantes de la región".
Como Objetivos Específicos del Programa de Manejo, se mencionan los siguientes:
- Declarar a la Laguna Santiaguillo como Área Natural Protegida con categoría Estatal.
- Conservar la diversidad de especies de flora y fauna, mediante diagnósticos específicos, planes de recuperación y manejo adecuados.
- Promover el desarrollo integral de las comunidades que circundan el área, a través de la implementación de proyectos productivos acordes con las características del sitio Ramsar.
- Conservar el hábitat para promover la permanencia de las aves migratorias, fomentando el conocimiento y valoración del sitio Ramsar y los servicios ecosistémicos que brinda, a través de programas de educación ambiental.